# Röderauwald Zabeltitz
Das Naturschutzgebiet (NSG) Röderauwald Zabeltitz liegt in der sächsischen Stadt Großenhain an der Nordgrenze des Landkreises Meißen. Das 283,0 ha große Gebiet mit der NSG-Nr. D 103, das zum Naturraum Großenhainer Pflege gehört, erstreckt sich westlich von Zabeltitz, einem Ortsteil von Großenhain, entlang der Großen Röder und der Kleinen Röder.